# Anahí Mariluán
Anahi Rayen Mariluan (Neuquén) es una artista y cantautora mapuche de argentina. Escribe y compone canciones propias en mapudungún, el idioma del pueblo Mapuche.

## Historia
De familia de tradición musical, canta y escribe desde niña. En sus palabras: ¨la maternidad me brindó la posibilidad de cantar sólo en mapuzungun (Idioma mapuche) como oportunidad de dar continuidad a la lengua del pueblo al que pertenezco, hoy repartido entre Argentina y Chile.
Ha grabado cinco discos solistas.  Kisulelaiñ | No estamos solas  en 2015; un año después editó  Amulepe taiñ purrun | Que siga nuestro baile  interpretando canciones de importantes autores como Violeta Parra y Víctor Jara traducidas al mapudungun. En 2018 editó su tercer disco  Mankewenüy | Amiga del cóndor , realización becada por el Fondo Nacional de las Artes. 
y en 2021 estrenó su cuarto álbum  Futrakecheyem zomo | Ancestras  siempre con el acompañamiento de El Club del Disco. En 2024 lanzó su quinto álbum Pu ko | Aguas enteramente dedicado a la defensa del agua recorriendo Alemania, Perú, EE UU, México, Holanda, Costa Rica, Cuba, Colombia, Ecuador,  Canada, España y Chile. 
Fue becaria del Fondo Nacional de las Artes  en siete oportunidades: 2002 (Teatro), 2010, (Expresiones Folklóricas), 2011 (Letras), 2013 (Expresiones Folklóricas), 2016 (Música), 2019 (Música) y 2021 (Música).
Recibió el Premio FAB (2015) al mejor videoclip  Mapu Kimün  con realización de María Manzanares y Bruno Osorio. El equipo creativo recibió el Premio 8M por el videoclip Sin combate Treng Treng Kai Kai exhibido en el Centro Cultural Kirchner que forma parte del patrimonio nacional argentino desde 2023.
En 2018 fue distinguida con el premio Músicas y territorios por su canción Choique, en coautoría con Andi Grimschdit incluida en su disco Amulepe taiñ purrun, concurso del Instituto Nacional de Tecnología Agropecuaria e INAMU. Ese mismo año fue convocada para dar una charla TED.
Su videoclip Pire fue estrenado en el Instituto Smithsoniano en Nueva York y Sin Combate Treng Treng Kai Kai corrió la misma suerte en  la misma ciudad. 
Como letrista, recibió la Primera Mención en el Concurso de literatura ilustrada (EMB) junto a Alicia Pez por su canto - cuento  Ufiza. , luego el cuento resultó Primer premio literatura infantil de una editorial estatal. En 2024 Editorial Las Guachas editó su primer libro de poemas  Flor amiga de diez guanacos .
En 2022 participó en Documenta en El libro de las diezmil cosas  Kassel, curaduría de La Intermundial Holobiente integrada por Claudia Fontes, Paula Fleisner y Pablo Ruiz. 
Anahi Mariluan es además Licenciada en Folklore y Diplomada en preservación de archivos sonoros y audiovisuales, disciplinas en que apoya su labor creativa y de investigación para poner los cantos en contextos más amplios, egresó de la Formación Actoral en la Escuela de Teatro de Avellaneda y es estudiosa del ül, canto del pueblo al que pertenece.
Ha musicalizado largometrajes, participado en diversas realizaciones documentales, performance y de poesía visual. 
En dos oportunidades dirigió documentales propios interesada por tradiciones del canto de mujeres: Vuelven (2024) y Cantos de la Memoria - Cantos con sentido (2009).

## Discografía
- 2004: Tambor + Ella , Tamborelá -Tambores en manos de Mujeres-.
- 2009: Mujeres al pie de la cordillera, -Tamborelá Tambores en manos de Mujeres-.
- 2012: Instrumentos de barro - Tierra que canta, CD + Libro.
- 2015: Kisulelaiñ / No estamos solas.
- 2016: Amulepe Taiñ purrun / Que siga nuestro baile.
- 2018: Mankewenüy / Amiga del cóndor.
- 2021: Futrakecheyem zomo / Ancestras.
- 2024: Pu ko / Aguas.

## Bandas sonoras para cine
- Vuelven (2024 - Beca CALAS).
- Wampo (2023 - INCAA).
- Cuentos de la tierra (2023 - INCAA).
- Mankewenüy (2022 - INCAA).[11]
- Mapuzungun (2015 - Canal Encuentro)
- Pupila de Mujer (2012 - DOCTV)
- Tierra Adentro(2011)[12] Leit Motiv trailer.
- Cantos de la memoria - Cantos con sentido (2009) - Dirección[13]

## Libros
- Flor Amiga de diez guanacos (2024 - Las Guachas).
- Ufiza - En un canto un mundo (2021- FER).
- Instrumentos de barro - Tierra que canta (2012- Arteadentro).